# Infinite (Band)/Diskografie
Diese Diskografie ist eine Übersicht über die musikalischen Werke der südkoreanischen Boyband Infinite. Die Gruppe debütierte im Juni 2010 mit dem Mini-Album First Invasion und in Japan im November 2011 mit der japanischen Version des Songs BTD (Before the Dawn) welche als Single veröffentlicht wurde. Die Band ist in Südkorea bei Woollim Entertainment und in Japan bei Universal D unter Vertrag.

## Alben

### Studioalben
| Jahr                 | Titel Musiklabel                                  | Höchstplatzierung, Gesamtwochen, AuszeichnungChartplatzierungen (Jahr, Titel, Musiklabel, Platzierungen, Wochen, Auszeichnungen, Anmerkungen) | Höchstplatzierung, Gesamtwochen, AuszeichnungChartplatzierungen (Jahr, Titel, Musiklabel, Platzierungen, Wochen, Auszeichnungen, Anmerkungen) | Anmerkungen                                                                                             |
| Jahr                 | Titel Musiklabel                                  | KR | JP | Anmerkungen                                                                                             |
| -------------------- | ------------------------------------------------- | --- | --- | --- |
| Südkoreanische Alben |                                                   | | | |
|                      |                                                   | | | |
| 2011                 | Over the Top CJ E&M                               | KR2 (19 Wo.)KR | — | Erstveröffentlichung: 21. Juli 2011 Verkäufe KR: + 57.111                                               |
| 2011                 | Paradise Woollim Entertainment                    | KR1 (157 Wo.)KR | — | Erstveröffentlichung: 26. September 2011 Verkäufe KR: + 129.040 Wiederveröffentlichung von Over the Top |
| 2014                 | Season 2 Woollim Entertainment                    | KR1 (7 Wo.)KR | — | Erstveröffentlichung: 21. Mai 2014 Verkäufe KR: + 158.926, JP: + 10.200                                 |
| 2014                 | Be Back Woollim Entertainment, LOEN Entertainment | KR1 (35 Wo.)KR | — | Erstveröffentlichung: 21. Mai 2014 Verkäufe KR: + 94.296 Wiederveröffentlichung von Season 2            |
| 2018                 | Top Seed Woollim Entertainment                    | KR1 (5 Wo.)KR | — | Erstveröffentlichung: 8. Januar 2018 Verkäufe KR: + 81.703, JP: + 3.346                                 |
| Japanische Alben     |                                                   | | | |
|                      |                                                   | | | |
| 2013                 | Koi ni Ochiru Toki Universal D                    | — | JP1 (7 Wo.)JP | Erstveröffentlichung: 5. Juni 2013 Verkäufe JP: + 76.530                                                |
| 2015                 | For You Delicious Deli Records                    | — | JP3 (5 Wo.)JP | Erstveröffentlichung: 16. Dezember 2015 Verkäufe JP: + 26.851                                           |
| 2017                 | Air Delicious Deli Records                        | — | JP6 (3 Wo.)JP | Erstveröffentlichung: 24. Mai 2017 Verkäufe JP: + 22.528                                                |

### Livealben
| Jahr | Titel Musiklabel                                   | Höchstplatzierung, Gesamtwochen, AuszeichnungChartplatzierungen (Jahr, Titel, Musiklabel, Platzierungen, Wochen, Auszeichnungen, Anmerkungen) | Höchstplatzierung, Gesamtwochen, AuszeichnungChartplatzierungen (Jahr, Titel, Musiklabel, Platzierungen, Wochen, Auszeichnungen, Anmerkungen) | Anmerkungen                                               |
| Jahr | Titel Musiklabel                                   | KR | JP | Anmerkungen                                               |
| ---- | -------------------------------------------------- | --- | --- | --------------------------------------------------------- |
| 2015 | One Great Step Returns Live Woollim Entertainment  | KR3 (4 Wo.)KR | — | Erstveröffentlichung: 9. April 2015 Verkäufe KR: + 13.248 |
| 2016 | Infinite Effect Advance Live Woollim Entertainment | — | — | Erstveröffentlichung: 10. November 2016                   |

### Kompilationen
| Jahr | Titel Musiklabel                                          | Höchstplatzierung, Gesamtwochen, AuszeichnungChartplatzierungen (Jahr, Titel, Musiklabel, Platzierungen, Wochen, Auszeichnungen, Anmerkungen) | Höchstplatzierung, Gesamtwochen, AuszeichnungChartplatzierungen (Jahr, Titel, Musiklabel, Platzierungen, Wochen, Auszeichnungen, Anmerkungen) | Anmerkungen                                                 |
| Jahr | Titel Musiklabel                                          | KR | JP | Anmerkungen                                                 |
| ---- | --------------------------------------------------------- | --- | --- | ----------------------------------------------------------- |
| 2014 | The Origin Woollim Entertainment                          | — | — | Erstveröffentlichung: 10. April 2014 Verkäufe KR: + 29.950  |
| 2016 | Best of Infinite Delicious Deli Records, Woollim Contests | — | JP3 (5 Wo.)JP | Erstveröffentlichung: 31. August 2016 Verkäufe JP: + 14.335 |

### EPs
| Jahr                 | Titel Musiklabel                                        | Höchstplatzierung, Gesamtwochen, AuszeichnungChartplatzierungen (Jahr, Titel, Musiklabel, Platzierungen, Wochen, Auszeichnungen, Anmerkungen) | Höchstplatzierung, Gesamtwochen, AuszeichnungChartplatzierungen (Jahr, Titel, Musiklabel, Platzierungen, Wochen, Auszeichnungen, Anmerkungen) | Anmerkungen                                                                  |
| Jahr                 | Titel Musiklabel                                        | KR | JP | Anmerkungen                                                                  |
| -------------------- | ------------------------------------------------------- | --- | --- | ---------------------------------------------------------------------------- |
| Südkoreanische Alben |                                                         | | |                                                                              |
|                      |                                                         | | |                                                                              |
| 2010                 | First Invasion CJ E&M                                   | KR10 (144 Wo.)KR | — | Erstveröffentlichung: 9. Juni 2010 Verkäufe KR: + 45.989                     |
| 2011                 | Evolution CJ E&M                                        | KR3 (154 Wo.)KR | — | Erstveröffentlichung: 6. Januar 2011 Verkäufe KR: + 39.853                   |
| 2012                 | Infinitize LEON Entertainment, Woollim Entertainment    | KR2 (101 Wo.)KR | — | Erstveröffentlichung: 15. Mai 2012 Verkäufe KR: + 134.261, JP: + 13.345      |
| 2013                 | New Challenge LEON Entertainment, Woollim Entertainment | KR1 (39 Wo.)KR | — | Erstveröffentlichung: 21. März 2013 Verkäufe KR: + 162.797, JP: + 16.452     |
| 2015                 | Reality LEON Entertainment, Woollim Entertainment       | KR1 (37 Wo.)KR | — | Erstveröffentlichung: 13. Juli 2015 Verkäufe KR: + 151.144, JP: + 7.088      |
| 2016                 | Infinite Only LEON Entertainment, Woollim Entertainment | KR1 (9 Wo.)KR | — | Erstveröffentlichung: 19. September 2016 Verkäufe KR: + 129.806, JP: + 5.932 |
| 2023                 | 13egin Infinite Company                                 | KR8 (6 Wo.)KR | — | Erstveröffentlichung: 31. Juli 2023 Verkäufe KR: + 98.452, JP: + 690         |
| 2025                 | Like Infinite Infinite Company                          | KR3 (… Wo.)KR | — | Erstveröffentlichung: 6. März 2025                                           |

### Single-Alben
| Jahr                 | Titel Musiklabel              | Höchstplatzierung, Gesamtwochen, AuszeichnungChartplatzierungen (Jahr, Titel, Musiklabel, Platzierungen, Wochen, Auszeichnungen, Anmerkungen) | Höchstplatzierung, Gesamtwochen, AuszeichnungChartplatzierungen (Jahr, Titel, Musiklabel, Platzierungen, Wochen, Auszeichnungen, Anmerkungen) | Anmerkungen                                                |
| Jahr                 | Titel Musiklabel              | KR | JP | Anmerkungen                                                |
| -------------------- | ----------------------------- | --- | --- | ---------------------------------------------------------- |
| Südkoreanische Alben |                               | | |                                                            |
|                      |                               | | |                                                            |
| 2011                 | Inspirit CJ E&M               | KR3 (144 Wo.)KR | — | Erstveröffentlichung: 17. März 2011 Verkäufe KR: + 39.614  |
| 2013                 | Destiny Woollim Entertainment | KR1 (30 Wo.)KR | — | Erstveröffentlichung: 16. Juli 2013 Verkäufe KR: + 163.379 |

## Singles
| Jahr | Titel Album                                                            | Höchstplatzierung, Gesamtwochen, AuszeichnungChartplatzierungen (Jahr, Titel, Album, Platzierungen, Wochen, Auszeichnungen, Anmerkungen) | Höchstplatzierung, Gesamtwochen, AuszeichnungChartplatzierungen (Jahr, Titel, Album, Platzierungen, Wochen, Auszeichnungen, Anmerkungen) | Anmerkungen                                                    |
| Jahr | Titel Album                                                            | KR | JP | Anmerkungen                                                    |
| --- | ---------------------------------------------------------------------- | --- | --- | -------------------------------------------------------------- |
| Südkoreanische Singles |                                                                        | | |                                                                |
| |                                                                        | | |                                                                |
| 2010 | Come Back Again (다시 돌아와) First Invasion                           | KR67 (6 Wo.)KR | — | Erstveröffentlichung: 5. Juni 2010                             |
| 2010 | She’s Back First Invasion                                              | KR66 (3 Wo.)KR | — | Erstveröffentlichung: 6. August 2010                           |
| 2010 | Voice Of My Heart (마음으로..) Evolution                               | KR95 (2 Wo.)KR | — | Erstveröffentlichung: 31. Dezember 2010                        |
| 2011 | BTD (Before the Dawn) Evolution                                        | KR45 (8 Wo.)KR | — | Erstveröffentlichung: 2011 Verkäufe KR: + 50.425               |
| 2011 | Nothing’s Over Inspirit (Single)                                       | KR22 (8 Wo.)KR | — | Erstveröffentlichung: 2011 Verkäufe KR: + 711.973              |
| 2011 | Can U Smile (Broadcasting Version) –                                   | KR38 (3 Wo.)KR | — | Erstveröffentlichung: 2011 Verkäufe KR: + 202.338              |
| 2011 | Be Mine (내꺼하자) Over the Top                                        | KR12 (13 Wo.)KR | — | Erstveröffentlichung: 2011 Verkäufe KR: + 2.116.727            |
| 2011 | Paradise (파라다이스) Paradise                                         | KR3 (8 Wo.)KR | — | Erstveröffentlichung: 2011 Verkäufe KR: + 1.637.674            |
| 2011 | White Confession (Lately 하얀 고백) Lately (Single)                    | KR6 (6 Wo.)KR | — | Erstveröffentlichung: 2011 Verkäufe KR: + 911.961              |
| 2012 | Cover Girl (Live Version) Second Invasion (Single)                     | KR63 (2 Wo.)KR | — | Erstveröffentlichung: 2012 Verkäufe KR: + 237.941              |
| 2012 | Only Tears Infinitize                                                  | KR14 (2 Wo.)KR | — | Erstveröffentlichung: 2012 Verkäufe KR: + 323.242              |
| 2012 | The Chaser (추격자) Infinitize                                         | KR7 (15 Wo.)KR | — | Erstveröffentlichung: 2012 Verkäufe KR: + 1.552.934            |
| 2013 | Man In Love (남자가 사랑할때) New Challenge                            | KR6 (10 Wo.)KR | — | Erstveröffentlichung: 2013 Verkäufe KR: + 742.440              |
| 2013 | Destiny Destiny (Single)                                               | KR3 (8 Wo.)KR | — | Erstveröffentlichung: 2013 Verkäufe KR: + 529.745              |
| 2013 | Request Galaxy Music (Single)                                          | KR40 (2 Wo.)KR | — | Erstveröffentlichung: 2013; Promo-Single Verkäufe KR: + 96.177 |
| 2014 | Last Romeo Season 2                                                    | KR7 (8 Wo.)KR | — | Erstveröffentlichung: 2014 Verkäufe KR: + 374.159              |
| 2014 | Back Be Back                                                           | KR2 (8 Wo.)KR | — | Erstveröffentlichung: 2014 Verkäufe KR: + 401.171              |
| 2015 | Bad Reality                                                            | KR6 (6 Wo.)KR | — | Erstveröffentlichung: 2015 Verkäufe KR: + 374.040              |
| 2016 | That Summer (The Second Story) (두 번째 이야기) That Summer 3 (Single) | KR67 (1 Wo.)KR | — | Erstveröffentlichung: 2016 Verkäufe KR: + 49.005               |
| 2016 | The Eye Infinite Only                                                  | KR8 (10 Wo.)KR | — | Erstveröffentlichung: 2016 Verkäufe KR: + 324.967              |
| 2018 | Tell Me Top Seed                                                       | KR15 (9 Wo.)KR | — | Erstveröffentlichung: 2018                                     |
| 2019 | Clock –                                                                | KR114 (1 Wo.)KR | — | Erstveröffentlichung: 2019                                     |
| 2023 | New Emotions 13egin                                                    | KR102 (2 Wo.)KR | — | Erstveröffentlichung: 2023                                     |
| 2024 | Flower –                                                               | — | — | Erstveröffentlichung: 2024                                     |
| 2024 | Sad Loop Like Infinite                                                 | — | — | Erstveröffentlichung: 2024                                     |
| 2025 | Dangerous Like Infinite                                                | KR113 (2 Wo.)KR | — | Erstveröffentlichung: 2025                                     |
| Japanische Singles |                                                                        | | |                                                                |
| |                                                                        | | |                                                                |
| 2011 | BTD (Before the Dawn) Koi ni Ochiru Toki                               | — | JP7 (13 Wo.)JP | Erstveröffentlichung: 19. November 2011 Verkäufe JP: + 26.333  |
| 2012 | Be Mine Koi ni Ochiru Toki                                             | — | JP2 (8 Wo.)JP | Erstveröffentlichung: 18. April 2012 Verkäufe JP: + 57.073     |
| 2012 | She’s Back Koi ni Ochiru Toki                                          | — | JP3 (7 Wo.)JP | Erstveröffentlichung: 29. August 2012 Verkäufe JP: + 44.137    |
| 2014 | Last Romeo ~Kimi ga ireba ī~ For You                                   | — | JP2 (4 Wo.)JP | Erstveröffentlichung: 2. Juli 2014 Verkäufe JP: + 47.262       |
| 2014 | Dilemma For You                                                        | — | JP3 (5 Wo.)JP | Erstveröffentlichung: 24. Dezember 2014 Verkäufe JP: + 51.522  |
| 2015 | 24 Jikan For You                                                       | — | JP3 (4 Wo.)JP | Erstveröffentlichung: 29. April 2015 Verkäufe JP: + 56.266     |
| 2015 | Can’t Get Over You For You                                             | — | — | Erstveröffentlichung: 2015 Verkäufe JP: + 22.877               |
| 2016 | D.N.A Best of Infinite                                                 | — | — | Erstveröffentlichung: 2016 Verkäufe JP: + 11.325               |
| 2017 | Air (Japanische Version) Air                                           | — | — | Erstveröffentlichung: 2017 Verkäufe JP: + 21.856               |
| 2019 | Clock (Japanische Version) –                                           | — | — | Erstveröffentlichung: 2019                                     |
| Folgende Lieder erschienen nicht als Single, wurden aber durch das Album zum Download und Streaming bereitgestellt und konnten somit eine Platzierung erlangen: |                                                                        | | |                                                                |
| |                                                                        | | |                                                                |
| 2011 | ⅓ (3분의1) Over the Top                                                | KR133 (1 Wo.)KR | — | Charteinstieg: 2011                                            |
| 2011 | Tic Toc Over the Top                                                   | KR142 (1 Wo.)KR | — | Charteinstieg: 2011                                            |
| 2011 | Julia Over the Top                                                     | KR161 (1 Wo.)KR | — | Charteinstieg: 2011                                            |
| 2011 | Because Over the Top                                                   | KR199 (1 Wo.)KR | — | Charteinstieg: 2011 Sungkyu solo                               |
| 2011 | Time (시간아) Over the Top                                             | KR176 (1 Wo.)KR | — | Charteinstieg: 2011 WooHyun solo                               |
| 2011 | Amazing Over the Top                                                   | KR175 (1 Wo.)KR | — | Charteinstieg: 2011                                            |
| 2011 | Crying Over the Top                                                    | KR180 (1 Wo.)KR | — | Charteinstieg: 2011 Infinite H feat. Baby Soul                 |
| 2011 | Real Story Over the Top                                                | KR198 (1 Wo.)KR | — | Charteinstieg: 2011                                            |
| 2011 | Cover Girl Paradise                                                    | KR79 (1 Wo.)KR | — | Charteinstieg: 30. September 2011                              |
| 2012 | Infinitize                                                             | KR111 (2 Wo.)KR | — | Charteinstieg: 2012                                            |
| 2012 | Feel So Bad Infinitize                                                 | KR48 (1 Wo.)KR | — | Charteinstieg: 18. Mai 2012                                    |
| 2012 | That Year’s Summer (그 해 여름) Infinitize                             | KR56 (2 Wo.)KR | — | Charteinstieg: 18. Mai 2012                                    |
| 2012 | I Like You (니가 좋다) Infinitize                                      | KR62 (1 Wo.)KR | — | Charteinstieg: 18. Mai 2012                                    |
| 2012 | With... Infinitize                                                     | KR80 (1 Wo.)KR | — | Charteinstieg: 18. Mai 2012                                    |
| 2013 | Welcome to Our Dream New Challenge                                     | KR68 (1 Wo.)KR | — | Charteinstieg: 22. März 2013                                   |
| 2013 | As Good As It Gets (이보다 좋을 순 없다.) New Challenge                | KR33 (2 Wo.)KR | — | Charteinstieg: 22. März 2013                                   |
| 2013 | Still I Miss You (그리움이 닿는 곳에) New Challenge                    | KR31 (3 Wo.)KR | — | Charteinstieg: 22. März 2013                                   |
| 2013 | Beautiful New Challenge                                                | KR38 (1 Wo.)KR | — | Charteinstieg: 22. März 2013                                   |
| 2013 | 60 Seconds (60초) New Challenge                                        | KR44 (1 Wo.)KR | — | Charteinstieg: 22. März 2013 Infinite Version                  |
| 2013 | An Inconvenient Truth (불편한 진실) New Challenge                      | KR39 (2 Wo.)KR | — | Charteinstieg: 22. März 2013                                   |
| 2013 | Inception Destiny                                                      | KR34 (2 Wo.)KR | — | Charteinstieg: 19. Juli 2013                                   |
| 2013 | Going to You (너에게 간다) Destiny                                     | KR37 (2 Wo.)KR | — | Charteinstieg: 19. Juli 2013                                   |
| 2013 | Mom (엄마) Destiny                                                     | KR46 (2 Wo.)KR | — | Charteinstieg: 19. Juli 2013                                   |
| 2014 | Season 2                                                               | KR79 (1 Wo.)KR | — | Charteinstieg: 23. Mai 2014                                    |
| 2014 | Follow Me Season 2                                                     | KR55 (1 Wo.)KR | — | Charteinstieg: 23. Mai 2014                                    |
| 2014 | Rosinante (로시난테) Season 2                                          | KR58 (2 Wo.)KR | — | Charteinstieg: 23. Mai 2014                                    |
| 2014 | Breath (숨 좀 쉬자) Season 2                                           | KR61 (1 Wo.)KR | — | Charteinstieg: 23. Mai 2014                                    |
| 2014 | Light Season 2                                                         | KR57 (1 Wo.)KR | — | Charteinstieg: 23. Mai 2014 Sungkyu Solo                       |
| 2014 | Alone Season 2                                                         | KR56 (1 Wo.)KR | — | Charteinstieg: 23. Mai 2014 Infinite H                         |
| 2014 | Memories Season 2                                                      | KR54 (2 Wo.)KR | — | Charteinstieg: 23. Mai 2014                                    |
| 2014 | A Person Like Me (나란 사람) Season 2                                  | KR74 (1 Wo.)KR | — | Charteinstieg: 23. Mai 2014                                    |
| 2014 | Reflex Season 2                                                        | KR71 (1 Wo.)KR | — | Charteinstieg: 23. Mai 2014                                    |
| 2014 | Crazy (미치겠어) Season 2                                              | KR75 (1 Wo.)KR | — | Charteinstieg: 23. Mai 2014 Infinite F                         |
| 2014 | Close Your Eyes (눈을 감으면) Season 2                                 | KR73 (1 Wo.)KR | — | Charteinstieg: 23. Mai 2014 Woohyun Solo                       |
| 2014 | Shower (소나기) Season 2                                               | KR67 (1 Wo.)KR | — | Charteinstieg: 23. Mai 2014                                    |
| 2014 | Diamond Be Back                                                        | KR20 (3 Wo.)KR | — | Charteinstieg: 8. August 2014                                  |
| 2015 | Betting Reality                                                        | KR57 (1 Wo.)KR | — | Charteinstieg: 15. Juli 2015                                   |
| 2015 | Moonlight Reality                                                      | KR24 (2 Wo.)KR | — | Charteinstieg: 15. Juli 2015                                   |
| 2015 | Walk to Remember (발걸음) Reality                                      | KR38 (1 Wo.)KR | — | Charteinstieg: 15. Juli 2015                                   |
| 2015 | Between Me and You (마주보며 서 있어) Reality                          | KR33 (2 Wo.)KR | — | Charteinstieg: 15. Juli 2015                                   |
| 2015 | Love Letter (러브레터) Reality                                         | KR36 (2 Wo.)KR | — | Charteinstieg: 15. Juli 2015                                   |
| 2015 | Up to You (엔딩을 부탁해) Reality                                      | KR46 (1 Wo.)KR | — | Charteinstieg: 15. Juli 2015                                   |
| 2016 | Eternity Infinite Only                                                 | KR77 (1 Wo.)KR | — | Charteinstieg: 23. September 2016                              |
| 2016 | AIR Infinite Only                                                      | KR52 (1 Wo.)KR | — | Charteinstieg: 23. September 2016                              |
| 2016 | One Day Infinite Only                                                  | KR49 (1 Wo.)KR | — | Charteinstieg: 23. September 2016                              |
| 2016 | True Love Infinite Only                                                | KR57 (1 Wo.)KR | — | Charteinstieg: 23. September 2016                              |
| 2016 | Thank You (고마워) Infinite Only                                       | KR56 (1 Wo.)KR | — | Charteinstieg: 23. September 2016                              |
| 2016 | Zero Infinite Only                                                     | KR61 (1 Wo.)KR | — | Charteinstieg: 23. September 2016                              |

## Beiträge für Soundtracks
| Jahr | Titel Album                                                | Höchstplatzierung, Gesamtwochen, AuszeichnungChartsChartplatzierungen (Jahr, Titel, Album, Platzierungen, Wochen, Auszeichnungen, Anmerkungen) | Anmerkungen                     |
| Jahr | Titel Album                                                | KR | Anmerkungen                     |
| ---- | ---------------------------------------------------------- | --- | ------------------------------- |
| 2011 | Always Open Welcome to Convenience Store OST               | — | Erstveröffentlichung: 2011      |
| 2012 | She’s a Fantasy (환상그녀) What is Mom OST                 | KR35 (1 Wo.)KR | Charteinstieg: 12. Oktober 2012 |
| 2014 | Monster Time Telemonster OST                               | — | Erstveröffentlichung: 2014      |
| 2014 | Together (함께) Grow: Infinite’s Real Youth Life OST       | KR28 (1 Wo.)KR | Charteinstieg: 23. Mai 2014     |
| 2019 | Beside Me (Lee Sung Jong Soloversion) Mysterious Nurse OST | — | Erstveröffentlichung: 2018      |

## Videoalben
| Jahr                  | Titel                                       | Höchstplatzierung, Gesamtwochen, AuszeichnungChartsChartplatzierungen (Jahr, Titel, Platzierungen, Wochen, Auszeichnungen, Anmerkungen) | Anmerkungen                             |
| Jahr                  | Titel                                       | JP | Anmerkungen                             |
| --------------------- | ------------------------------------------- | --- | --------------------------------------- |
| Japanische Videoalben |                                             | |                                         |
|                       |                                             | |                                         |
| 2011                  | You’re My Oppa – Infinite                   | JP87 (1 Wo.)JP | Erstveröffentlichung: 3. August 2011    |
| 2012                  | Infinite Japan 1st Live Leaping Over        | JP13 (3 Wo.)JP | Erstveröffentlichung: 29. Februar 2012  |
| 2012                  | Infinite Showcase The Mission               | JP17 (2 Wo.)JP | Erstveröffentlichung: 24. Juli 2012     |
| 2012                  | Second Invasion – 1st Live Concert in Seoul | JP8 (7 Wo.)JP | Erstveröffentlichung: 5. September 2012 |
| 2012                  | Second Invasion – in Japan                  | JP7 (3 Wo.)JP | Erstveröffentlichung: 14. November 2012 |
| 2013                  | Infinite Ranking King                       | JP21 (3 Wo.)JP | Erstveröffentlichung: 24. April 2013    |
| 2013                  | 2012 Infinite Concert “That Summer”         | JP5 (4 Wo.)JP | Erstveröffentlichung: 8. Mai 2013       |
| 2013                  | Infinite Destiny in America                 | JP7 (2 Wo.)JP | Erstveröffentlichung: 18. Oktober 2013  |
| 2013                  | Infinite 1st Arena Tour in Japan            | JP6 (3 Wo.)JP | Erstveröffentlichung: 27. November 2013 |
| 2013                  | Infinite 2014 Season Greetings              | — | Erstveröffentlichung: 13. Dezember 2013 |
| 2015                  | Dis is Infinite                             | JP21 (1 Wo.)JP | Erstveröffentlichung: 28. Januar 2015   |
| 2015                  | One Great Step Returns                      | — | Erstveröffentlichung: 23. März 2015     |
| 2015                  | 2014 Infinite Concert “That Summer 2”       | JP15 (2 Wo.)JP | Erstveröffentlichung: 13. Mai 2015      |
| 2015                  | Grow: Infinite’s Real Youth Life            | JP21 (2 Wo.)JP | Erstveröffentlichung: 19. August 2015   |
| 2015                  | 2015 Infinite Japan Tour – Dilemma          | JP2 (3 Wo.)JP | Erstveröffentlichung: 9. September 2015 |
| 2016                  | Infinite Effect Advance Live DVD and CD     | — | Erstveröffentlichung: 10. November 2016 |
| 2017                  | Infinite Fanmeeting III                     | — | Erstveröffentlichung: 9. August 2017    |

## Musikvideos
| Jahr | Titel                                            | Weitere Versionen           |
| ---- | ------------------------------------------------ | --------------------------- |
| 2010 | Come Back Again                                  | Dance Version               |
| 2010 | Shes Back                                        |                             |
| 2011 | BTD (Before The Dawn)                            | Dance Version               |
| 2011 | Nothing’s Over                                   |                             |
| 2011 | Be Mine                                          | Dance Version               |
| 2011 | Paradise                                         |                             |
| 2011 | White Confession (Lately)                        |                             |
| 2012 | Cover Girl" (Live Version)                       |                             |
| 2012 | Be Mine (Japanische Version)                     |                             |
| 2012 | The Chaser                                       | Dance Version               |
| 2012 | She’s Back (Japanische Version)                  |                             |
| 2013 | Man In Love                                      |                             |
| 2013 | Man In Love (Japanische Version)                 |                             |
| 2013 | Destiny (Version B)                              | (Version A) / Dance Version |
| 2013 | Request                                          |                             |
| 2014 | Last Romeo                                       | Original Version            |
| 2014 | Last Romeo (Japanische Version)                  |                             |
| 2014 | Back                                             | Performance Version         |
| 2014 | Grow                                             |                             |
| 2014 | Dilemma (Japanische Version)                     |                             |
| 2015 | 24 Hours (Japanische Version)                    |                             |
| 2015 | Tic Toc (OGS Returns Live Version)               |                             |
| 2015 | Bad                                              | 360 VR                      |
| 2015 | Can’t Get Over you (Japanische Version)          |                             |
| 2016 | That Summer (Second Story)                       |                             |
| 2016 | D.N.A (Japanische Version)                       | Dance Version               |
| 2016 | The Eye (태풍)                                   | Choreografie Version        |
| 2016 | Up To You (Infinite Effect Advance Live Version) |                             |
| 2017 | Air (Japanische Version)                         |                             |
| 2018 | Tell Me                                          |                             |
| 2019 | Clock                                            |                             |
| 2019 | Clock (Japanische Version)                       |                             |

## Statistik

### Chartauswertung
|                     | KR     | JP    |
| ------------------- | ------ | ----- |
| Nummer-eins-Alben   | KR8KR  | JP1JP |
| Top-10-Alben        | KR16KR | JP4JP |
| Alben in den Charts | KR16KR | JP4JP |

|                       | KR     | JP    |
| --------------------- | ------ | ----- |
| Nummer-eins-Singles   | KR—KR  | JP—JP |
| Top-10-Singles        | KR9KR  | JP6JP |
| Singles in den Charts | KR74KR | JP6JP |

|                          | JP     |
| ------------------------ | ------ |
| Nummer-eins-Videoalben   | JP—JP  |
| Top-10-Videoalben        | JP6JP  |
| Videoalben in den Charts | JP13JP |